# 이와부치 마나
이와부치 마나(일본어: 岩渕 真奈, 1993년 3월 18일 ~ )는 일본의 여자 축구 선수이다. 포지션은 공격수이며 현재 잉글랜드 FA 여자 슈퍼리그의 아스널에서 활동하고 있다. 또한 156cm의 작은 키에도 일본 여자 축구 국가대표팀을 대표하는 공격수로 활약하고 있다.

## 클럽 경력
도쿄도 무사시노시 출신인 이와부치 마나는 유치원 무렵부터 축구를 시작하다가 무사시노 히가시 소학교 2학년 시절에 세키젠 SC에서 축구를 시작하여 클럽 최초의 여자 선수가 되었다. 그 뒤 무사시노 시립 제6중학교, 도쿄도 고다이리 니시 고등학교를 졸업했고 2005년에 닛폰 TV 벨레자 청소년 팀에 합류했다.
이와부치는 2007년에 닛폰 TV 벨레자 1군으로 승격되었고 같은 해 10월 21일에 열린 우라와 레드 다이아몬즈 레이디스와의 경기에 처음 출전하면서 일본 여자 축구 리그 무대에 데뷔했다. 2008 시즌에서는 팀의 일본 여자 축구 리그 우승을 견인했고 리그 신인상을 수상하는 영예를 안았다. 2011 시즌에서는 팀의 일본 여자 축구 리그 우승에 기여하는 한편 9골을 기록하여 득점 순위 3위에 올랐다. 또한 시즌 베스트 일레븐과 감투상에 선정되는 영예를 안았다. 2012년 1월에는 오른쪽 새끼발가락 피로골절로 인해 전치 3개월 진단을 받고 수술을 받은 다음에 2012 일본 여자 축구 리그 시즌 개막과 함께 복귀했다.
이와부치는 2012년 11월 28일에 2. 프라우엔-분데스리가에 소속되어 있던 독일의 여자 축구 클럽인 TSG 1899 호펜하임으로 이적하여 등 번호 28번이 적힌 유니폼을 받았다. 이와부치는 2013년 3월 17일에 열린 SV 바르덴바흐와의 원정 경기에서 후반전에 교체 출전했는데 호펜하임은 바르덴바흐에 6-2 승리를 기록했다. 2013년 3월 31일에 열린 1. FFC 08 니더키르헨과의 경기에서 자신의 첫 골을 기록하여 호펜하임의 3-2 승리에 기여했다. 2012-13 2. 프라우엔 분데스리가 시즌에서 9경기에 출전하여 4골을 기록했는데 호펜하임은 남부 디비전에서 우승을 차지하면서 프라우엔-분데스리가로 승격되었다. 이와부치는 2013-14 시즌에서 프라우엔-분데스리가, 여자 DFB-포칼에서 22경기에 출전하여 6골을 기록했다.
이와부치는 2014년 6월에 바이에른 뮌헨으로 이적했고 2016년 1월 30일에는 바이에른 뮌헨과의 계약을 2년 연장했다. 이와부치는 바이에른 뮌헨에서 활동하던 동안에 팀의 프라우엔-분데스리가 2회 우승에 기여했다. 하지만 2017년 3월에 잦은 부상으로 인해 일본으로 돌아갔고 2017년 6월 23일에 INAC 고베 레오네사로 이적하게 된다.
이와부치는 2020년 12월 21일에 잉글랜드의 여자 축구 클럽인 애스턴 빌라로 이적하면서 FA 여자 슈퍼리그 무대에 데뷔했다. 2021년 5월 26일에는 6개월 동안에 걸친 애스턴 빌라와의 계약을 종료하고 아스널로 이적했다.

## 국가대표팀 경력
이와부치는 2007년에 일본 U-16 여자 축구 국가대표팀 선수로 선발되었고 말레이시아에서 개최된 2007년 AFC U-16 여자 축구 선수권 대회에서 일본의 준우승에 기여했다. 뉴질랜드에서 개최된 2008년 FIFA U-17 여자 월드컵에서 일본이 8강전에서 탈락했음에도 불구하고 이와부치는 드리블·패스 결정력에서 높은 평가를 받으면서 대회 MVP로 선정되는 영예를 안았다. 특히 프랑스 대표팀 코치는 이와부치를 "미래의 여자 축구계의 스타"라고 평가하기도 했다. 이와부치는 이러한 활약에 힘입어 아시아 축구 연맹(AFC)로부터 아시아 올해의 여자 청소년 축구 선수로 선정되었다. 이와부치는 중국에서 개최된 2008년 AFC U-19 축구 선수권 대회에서 일본의 우승을 견인했고 같은 해에 아시아 축구 연맹(AFC)로부터 아시아 올해의 여자 청소년 축구 선수로 선정되는 영예를 안았다.
이와부치는 일본에서 개최된 2010년 동아시아 여자 축구 선수권 대회를 계기로 일본 여자 축구 국가대표팀 선수로 처음 선발되었다. 2010년 2월 6일에 일본 도쿄에서 열린 중국과의 경기에서 교체 출전하면서 데뷔했고 2010년 2월 11일에 일본 도쿄에서 열린 중화 타이베이와의 경기에서 선발 출전하여 자신의 국가대표팀 첫 2골을 기록했다. 이와부치는 독일에서 개최된 2010년 FIFA U-20 여자 월드컵에서 2골을 기록했으나 일본은 조별 예선에서 탈락했다.
이와부치는 독일에서 개최된 2011년 FIFA 여자 월드컵에서 일본 여자 축구 국가대표팀의 최연소 선수로 선발되었는데 당시 나이는 18세였다. 뉴질랜드·멕시코·잉글랜드와의 조별 예선 3경기, 독일과의 8강전 경기, 미국과의 결승전 경기에 출전했고 일본의 사상 첫 FIFA 여자 월드컵 우승에 기여했다. 2012년 런던 하계 올림픽에서는 3경기에 출전하여 일본의 은메달에 기여했다. 캐나다에서 개최된 2015년 FIFA 여자 월드컵에서는 오른쪽 무릎 부상의 여파에도 불구하고 5경기에서 교체 출전했고 일본의 준우승에 기여했다. 특히 오스트레일리아와의 8강전 경기에서는 후반전 42분에 결승골을 기록했다.
이와부치는 요르단에서 개최된 2018년 AFC 여자 아시안컵 경기에서 일본의 우승에 기여했고 대회 MVP로 선정되는 영예를 안았다. 또한 인도네시아 자카르타·팔렘방에서 개최된 2018년 아시안 게임에서도 일본의 여자 축구 금메달에 기여했다. 이와부치는 프랑스에서 개최된 2019년 FIFA 여자 월드컵에 출전하여 스코틀랜드와의 조별 예선 경기에서 일본의 첫 골을 기록하여 2-1 승리에 기여했다. 하지만 일본은 네덜란드와의 16강전 경기에서 패배하면서 탈락했다. 이와부치는 2020년 도쿄 하계 올림픽에도 참가했으나 일본은 스웨덴과의 8강전 경기에서 패배하면서 탈락했다.
그녀는 2023년까지 국제 A매치 통산 90경기에 출전, 37득점을 넣었다.

## 통계
| 일본 | 일본 | 일본 |
| 연도 | 출전 | 득점 |
| ---- | ---- | ---- |
| 2010 | 3    | 2    |
| 2011 | 8    | 0    |
| 2012 | 4    | 0    |
| 2013 | 5    | 0    |
| 2014 | 5    | 1    |
| 2015 | 5    | 1    |
| 2016 | 7    | 4    |
| 2017 | 6    | 3    |
| 2018 | 18   | 9    |
| 2019 | 8    | 7    |
| 2020 | 3    | 2    |
| 2021 | 11   | 8    |
| 2022 | 3    | 0    |
| 2023 | 4    | 0    |
| 통산 | 90   | 37   |

## 수상

### 클럽
닛폰 TV 벨레자
- 일본 여자 축구 리그 3회 우승 (2007, 2008, 2010)
- 나데시코 리그컵 3회 우승 (2007, 2010, 2012)
- 황후배 JFA 전일본 축구선수권대회 2회 우승 (2008, 2009)

호펜하임
- 2. 프라우엔-분데스리가 1회 우승 (2012-13)

바이에른 뮌헨
- 프라우엔-분데스리가 2회 우승 (2014-15, 2015-16)

### 국가대표
- 2009년 AFC U-19 여자 축구 선수권 대회 우승
- 2010년 동아시아 여자 축구 선수권 대회 우승
- 2011년 FIFA 여자 월드컵 우승
- 2012년 런던 하계 올림픽 여자 축구 은메달
- 2018년 AFC 여자 아시안컵 우승
- 2018년 자카르타-팔렘방 아시안 게임 여자 축구 금메달
- 2019년 EAFF E-1 여자 풋볼 챔피언십 우승

### 개인
- 2008년 FIFA U-17 여자 월드컵 골든볼
- 2008년 아시아 올해의 여자 청소년 축구 선수
- 2009년 AFC U-19 여자 축구 선수권 대회 MVP
- 2009년 AFC U-19 여자 축구 선수권 대회 골든 부트
- 2009년 아시아 올해의 여자 청소년 축구 선수
- 2010년 동아시아 여자 축구 선수권 대회 골든 부트
- 2018년 AFC 여자 아시안컵 MVP
- 2019년 EAFF E-1 여자 풋볼 챔피언십 골든 부트